# Colina fortificada de Arasalo
La colina fortificada de Arasalo (en finés: Arasalon linnavuori) o Colina del diablo de Arasalo ((en finés: Arasalon pirunvuori es una colina fortificada de la Edad del Hierro situada en una antigua isla del lago Kyrösjärvi, en el pueblo de Isoröyhiö, en Ikaalinen, Finlandia.

## Fuerte antiguo
La colina rocosa se eleva unos 24 metros sobre el nivel del mar y mide unos 40 por 70 metros.
Antes de que el nivel del lago Kyrösjärvi bajara entre 4 y 4,5 metros en el siglo XIX, el agua casi llegaba al pie de los acantilados de la colina. En el flanco sureste se construyó un muro protector de piedra de unos 20 metros de longitud.

## Excavaciones
Hjalmar Appelgren-Kivalo realizó excavaciones arqueológicas en el lugar en 1891 y Julius Ailio en 1903. Cuando se exploró la colina, se descubrieron vestigios que sugerían una ocupación de la Edad de Piedra y un hacha de batalla de la Edad de lHierro.  En 1998, Olli Soininen visitó el lugar para evaluar el estado de la colina y sus alrededores.